# Fat Juicy & Wet
«Fat Juicy & Wet» es una canción de la rapera estadounidense Sexyy Red y el cantante y compositor Bruno Mars. Fue escrita por ambos artistas junto al equipo de productores The Stereotypes, mientras que la producción estuvo a cargo de estos últimos y de Mars.

## Antecedentes y composición
El 22 de enero de 2025, Mars agradeció a sus fanáticos por mantener la canción «Die with a Smile» (2024), su colaboración con la cantante Lady Gaga, en el número uno de la lista Billboard Hot 100. Asimismo, anunció que se dirigía al estudio de grabación para «crear un himno para clubes de striptease», invitando a Sexyy Red a unirse al proyecto. Más tarde, el cantante reveló que había «encontrado a Red» y compartió un adelanto de su próxima colaboración. Similar a su colaboración anterior con Rosé, Mars también publicó una fotografía de ambos juntos.
«Fat Juicy & Wet» es un «himno descarado y animado de rap de fiesta» en el que Mars y Red coquetean y presumen de sus atributos, mientras que esta última regresa a sus raíces, jactándose de la «calidad de sus encantos femeninos» mezclados con asuntos románticos. Mars responde con la misma energía y admite que no puede resistirse a ella. La canción cuenta con un «instrumental rápido y retro», característico de Bruno Mars, aunque con letras explícitas menos comunes en sus proyectos anteriores.

## Recepción

### Comentarios de la crítica
Ethan Millman, de la revista Rolling Stone, destacó el lanzamiento de «Fat Juicy & Wet» como un evento significativo tanto para Mars como para Sexyy Red, describiéndolo como una «colaboración que encapsula el espíritu despreocupado y hedonista del dúo». Según Millman, «la combinación de Mars y Red tiene el potencial de convertirse en un "himno de los clubes", buscando desafiar convenciones y consolidar el impacto cultural de ambos artistas». Por otro lado, en una reseña publicada en Jenesaispop, Gabriel Cárcoba caracterizó la canción como un «prometido himno de strip club» que lleva el descaro sexual a un nivel extremo. En su análisis, Cárcoba subrayó que el tema presenta «un despliegue sin reservas de sensualidad explícita», con una letra repleta de términos y metáforas provocativas.
Destacó también cómo Sexyy Red sobresale a través de líneas contundentes que llegan a comparar su cuerpo con sustancias adictivas, dentro de una narrativa que no teme explorar la controversia y los límites del lenguaje explícito en la música pop contemporánea.
En un análisis similar, Tom Breihan, de Stereogum, elogió la canción por su composición, producción y uso consciente de un descaro irreverente, escribiendo que «el impacto provocador forma parte de la diversión». En contraste, Alphonse Pierre de Pitchfork criticó negativamente la ejecución del concepto junto con su producción.

## Video musical
El video musical que acompaña la canción fue lanzado el 24 de enero de 2025 y fue dirigido por Mars junto con Daniel Ramos. En él, los artistas aparecen sobre un fondo rojo oscuro, bailando en trajes coordinados y con botellas de champán. Se les unen colaboradoras anteriores de Mars, Lady Gaga y Rosé, también vestidas con trajes negros.

## Historial de lanzamientos
| País  | Fecha               | Formato                     | Discográfica            | Ref.   |
| ----- | ------------------- | --------------------------- | ----------------------- | ------ |
| Mundo | 24 de enero de 2025 | Descarga digital, streaming | Atlantic Records, Gamma | [ 11 ] |